# Bryan Ruiz
Bryan Jafet Ruiz González (San José, 18 de agosto de 1985) é um ex-futebolista costarriquenho que atuava como meio-campista. Atualmente exerce o cargo de auxiliar técnico da Alajuelense.

## Carreira

### Alajuelense
Bryan Ruiz começou sua carreira profissional aos 18 anos, atuando como atacante. Realizou sua estreia pela Alajuelense no dia 30 de novembro de 2003, contra o Pérez Zeledón Municipal, na primeira divisão da Costa Rica. O jogador formou um trio de ataque de sucesso com Rolando Fonseca e Froylán Ledezma, sendo considerado um goleador nato. Marcou seus primeiros gols como profissional no dia 23 de dezembro, contra o Ramonense, tendo balançado as redes duas vezes. Na Alajuelense, Ruiz foi apelidado em tom de brincadeira de Comadreja (doninha), por seu perfil facial. O atacante ganhou títulos importantes, como a Copa UNCAF e Liga dos Campeões da CONCACAF.

### Gent
No verão de 2006, Bryan Ruiz acertou sua transferência para o Gent, da Bélgica, e assinou um contrato de quatro anos. Foi apresentado junto com os conterrâneos Randall Azofeifa, que chegou do Deportivo Saprissa, e Roy Myrie, que também defendia a Alajuelense.
O jogador marcou seu primeiro hat-trick pelo Gent em 8 de dezembro de 2007 contra o Lokeren. Naquela temporada na Liga Belga, Ruiz foi o capitão e artilheiro da equipe.

### Twente

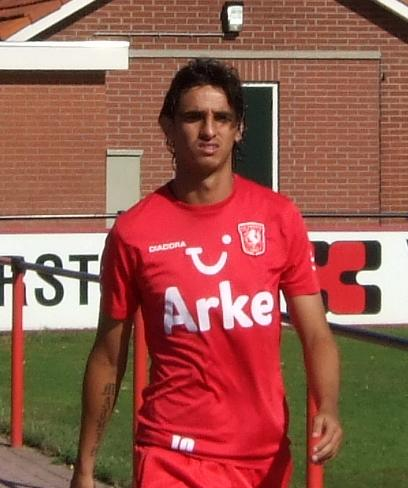
Ruiz pelo Twente em 2010

No dia 15 de julho de 2009, o Twente, dos Países Baixos, anunciou que tinham assinado com Bryan Ruiz por cerca de 5 milhões de euros e concordaram em receber uma porcentagem de uma posterior transferência. Ruiz assinou um contrato de quatro anos com a equipe da Eredivisie. O meia estreou com gol pelo novo clube, ao marcar o segundo gol da partida, com uma assistência de outro recém-chegado, Miroslav Stoch. Com o gol contra o NAC Breda no dia 12 de dezembro de 2009, Ruiz conseguiu a façanha de marcar gols em 10 partidas consecutivas pelos holandeses. Já no dia 27 de março de 2010, Bryan fez um dos hat-tricks mais rápidos da história, contra o Sparta Rotterdam, com gols aos 46º, 49º e 50 minutos do primeiro tempo.
Em 2 de maio de 2010, o Twente sagrou-se campeão da Eredivisie pela primeira vez em sua história, com um triunfo por 2–0 na casa do NAC Breda; Bryan marcou o primeiro gol do jogo aos 23 minutos do primeiro tempo. Ruiz terminou a temporada como artilheiro, com 24 gols e principal jogador da equipe de Enschede.
Em agosto de 2011, o atacante estava sendo observado por olheiros do Arsenal e Tottenham, no entanto em 18 de agosto Ruiz afirmou que o Fulham estava em negociações com ele. Ruiz afirmou a uma fonte local que o "Fulham é uma opção considerável para mim. A Premier League é um campeonato fantástico. O pessoal do Fulham já contactou o meu agente e se a proposta vier, provavelmente a aceitarei.".

### Fulham

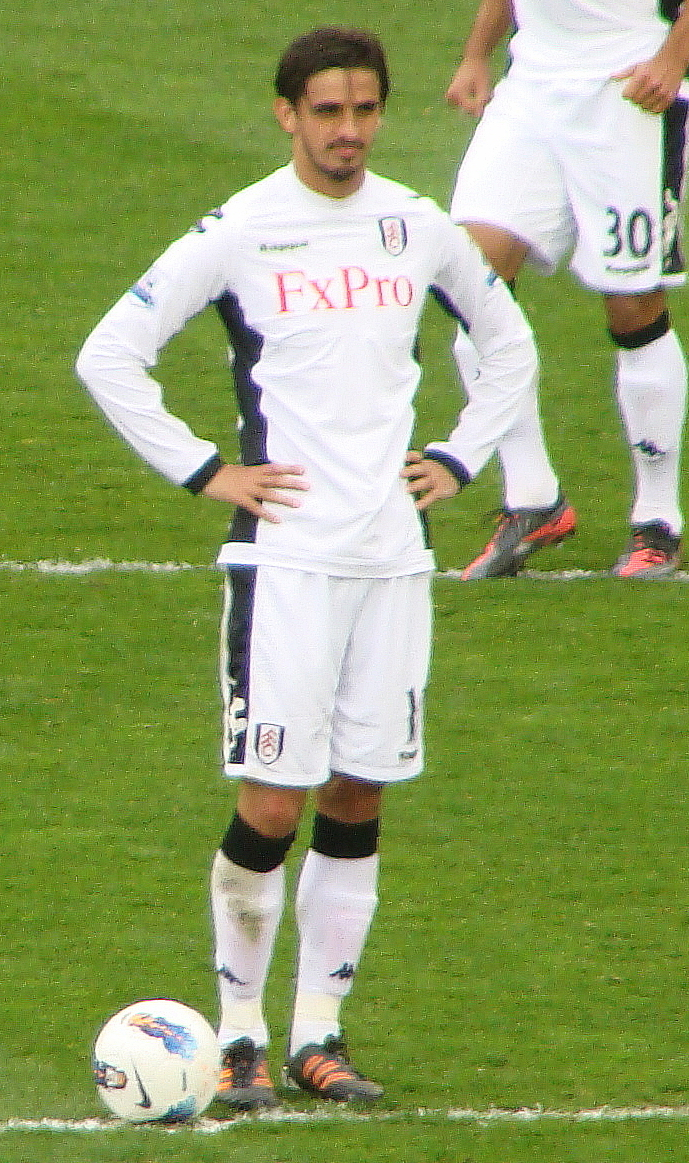
Bryan defendendo o Fulham em 2010

No dia 31 de agosto de 2011, o último dia da janela de transferências de verão da Premier League, o Fulham anunciou a contratação de Ruiz por cerca de 10,6 milhões de libras esterlinas. Sua estreia foi no dia 11 de setembro de 2011, em casa, contra o Blackburn Rovers. Seu primeiro gol pelo time inglês foi numa derrota por 3 a 1 para o Everton, em 23 de outubro.
Contra o Bolton, no Reebok Stadium no dia 7 de abril de 2012, o costa-riquenho quebrou um osso do pé, ficando de fora do time por dez semanas. Bryan terminou a temporada 2012–13 fazendo 31 partidas coo titular e marcando cinco gols.

### PSV Eindhoven
Ruiz foi emprestado até o final da temporada ao PSV em 15 de janeiro de 2014. Ele fez sua estreia no dia 19 de janeiro, numa derrota por 1–0 contra o Ajax. Marcou o seu primeiro gol pelo clube em 14 de fevereiro, na vitória por 1–0 contra o Heracles Almelo.

### Sporting
O meia-atacante foi contratado pelo Sporting por três temporadas em valores não divulgados, no dia 7 de julho de 2015. O clube português colocou uma cláusula de rescisão no contrato de 60 milhões de euros. Sua contratação foi uma pedida do técnico Jorge Jesus, que anteriormente tentou levá-lo para o Braga, quando este era o seu treinador, porém a negociação não avançou. Ruiz avaliou muito bem sua transferência: "Estou agradecido ao Sporting pelo interesse que já demonstrava há algum tempo. É uma boa oportunidade para mim, é um dos três grandes de Portugal e vou ter a oportunidade de jogar na Liga dos Campeões da UEFA ou na Liga Europa. É uma equipe que quer voltar a ser campeã numa liga que é bastante boa. Sempre achei que o futebol português era parecido com o espanhol. É um futebol técnico e espero que seja favorável ao meu estilo." 
Um dos momentos mais marcantes da sua carreira aconteceu em março de 2016, num derby Benfica-Sporting, pela 25ª rodada da Primeira Liga. Na ocasião, o Sporting ainda era líder do campeonato e enfrentava um confronto direto. No segundo tempo, Ruiz recebeu um bom cruzamento de Islam Slimani e estava livre, cara a cara com o goleiro, mas errou na finalização e bateu pra fora. Com isso, o Benfica venceu por 1–0, ultrapassou o Sporting na classificação e acabou sendo campeão da Primeira Liga.

### Santos
No dia 11 de julho de 2018, após a parada para Copa do Mundo FIFA, Bryan Ruiz foi anunciado como novo reforço do Santos. O jogador assinou por dois anos com a equipe brasileira.
Em 11 de janeiro de 2019, insatisfeito com sua passagem pelo clube, Ruiz pediu a rescisão amigável do seu contrato. Tal pedido foi motivado por seus poucos minutos em campo. Embora o Santos tenha aceitado tal pedido, o jogador pediu mais um tempo e repensou sua saída do Peixe. Tal período seria para reavaliar sua lesão nas costas e se adaptar à rotina de treinamentos do treinador Jorge Sampaoli. O que incentivou sua saída foi o fato de que o time santista já possuía o limite de cinco jogadores estrangeiros em seu elenco. No entanto, o costarriquenho declarou estar sempre disponível a Sampaoli.
Ruiz rescindiu oficialmente com o time paulista no dia 13 de julho de 2020.

### Retorno à Alajuelense
No dia 23 de julho, Bryan Ruiz acertou seu retorno à Alajuelense, clube que o revelou.

## Seleção Nacional
Estreou pela Seleção Costarriquenha principal no dia 24 de março de 2007, em um amistoso contra a Nova Zelândia.
Em maio de 2014, esteve presente na lista dos 23 convocados que fariam uma campanha histórica na Copa do Mundo de 2014. No torneio realizado no Brasil, a Seleção da Costa Rica eliminou duas seleções campeãs mundiais (Itália e Inglaterra) na fase de grupos e caiu somente nas quartas de final, para os Países Baixos, perdendo na disputa por pênaltis. Ruiz marcou duas vezes no Mundial: fez o gol da vitória (1–0) e da classificação na segunda rodada contra a Itália, na fase de grupos e fez contra a Grécia nas oitavas no empate por 1–1. Além disso, foi considerado o principal jogador desta seleção, ao lado do goleiro Keylor Navas, que fez a melhor campanha costarriquenha em Copas do Mundo FIFA.
Durante anos Bryan Ruiz foi o capitão da Seleção Costarriquenha, com quem disputou a Copa Ouro da CONCACAF de 2011, a Copa do Mundo de 2014 no Brasil, a Copa Ouro da CONCACAF de 2015, a Copa América Centenário de 2016, a Copa do Mundo de 2018 na Rússia, e em 2019 a Copa Ouro novamente.

## Vida pessoal
Bryan tem um irmão, Yendrick, que também é jogador de futebol. Os irmãos foram companheiros no Alajuelense por um período de duas semanas antes de Bryan assinar pelo Gent. Não jogavam juntos até 14 de agosto de 2013, quando ambos jogaram pela Seleção da Costa Rica em um amistoso contra a República Dominicana.
Bryan trabalhou como colunista do jornal esportivo costarriquenho Al Día entre 2011 e 2014.

## Títulos
Alajuelense
- Liga dos Campeões da CONCACAF: 2004
- Campeonato Costarriquenho: 2005 (Apertura), 2006 (Clausura) e 2020 (Apertura)
- Copa Interclubes da UNCAF: 2005
- Liga da CONCACAF: 2020

Gent
- Copa da Bélgica: 2010

Twente
- Eredivisie: 2009–10
- Supercopa dos Países Baixos: 2010 e 2011
- Copa dos Países Baixos: 2010–11

Sporting
- Taça de Portugal: 2014–15 e 2018–19
- Taça de Honra da AF Lisboa: 2014–15
- Supertaça Cândido de Oliveira: 2015
- Taça da Liga: 2017–18 e 2018–19

Seleção Costarriquenha
- Copa Centroamericana: 2007, 2013 e 2014

### Prêmios individuais
- Jogador da temporada do Gent: 2009
- Jogador da temporada do Twente: 2010
- Jogador do ano pela CONCACAF: 2016